# Synolulis rhodea
Synolulis rhodea là một loài bướm đêm trong họ Erebidae.